# Coppermill Stream
Der Coppermill Stream ist ein Wasserlauf in Walthamstow im London Borough of Waltham Forest. Er entsteht westlich des Maynard Reservoir und fließt in südlicher Richtung bis zu seiner Mündung in den River Lea am südlichen Ende des Warwick Reservoirs.
Vom 14. Jahrhundert bis 1857 wurde am Coppermillstream zunächst eine Kupfermühle betrieben, dann wurde die Mühle zur Schießpulverfabrik, Papiermühle, Lederfabrik und Ölmühle. Die Mühle wurde dann beim Bau der den Wasserlauf umgebenden Stauseen zur Energiegewinnung eingesetzt und 1941 abgerissen.